# شتر خارجي
الاغتراب الجفني أو شَتَرٌ خارِجِيّ حالة طبية تحدث عندما ينقلب الجفن السفلي للخارج. تعتبر واحدة من علامات مرض الوليد المهرج عند الأطفال، ولكن الشتر الخارجي يمكن ان يحدث بسبب أي ضعف في الانسجة للجفن السفلي. بإمكان التدخل الجراحي معالجة هذا الامر.أيضاً لشتر الخارجي يوجد في الكلاب كمرض وراثي في سلاسل معينة.

## الأسباب
- وراثي
- كبر العمر
- اثر جرح
- بشكل الي
- حساسية
- شلل عصب الوجة
- ادوية المضادة للسرطان مثلاً erlotini و cetuximab و panitumumab التي تغلق عمل EGFR (مستقبل عامل النمو الطلائي).

## الشتر الخارجي عند الكلاب

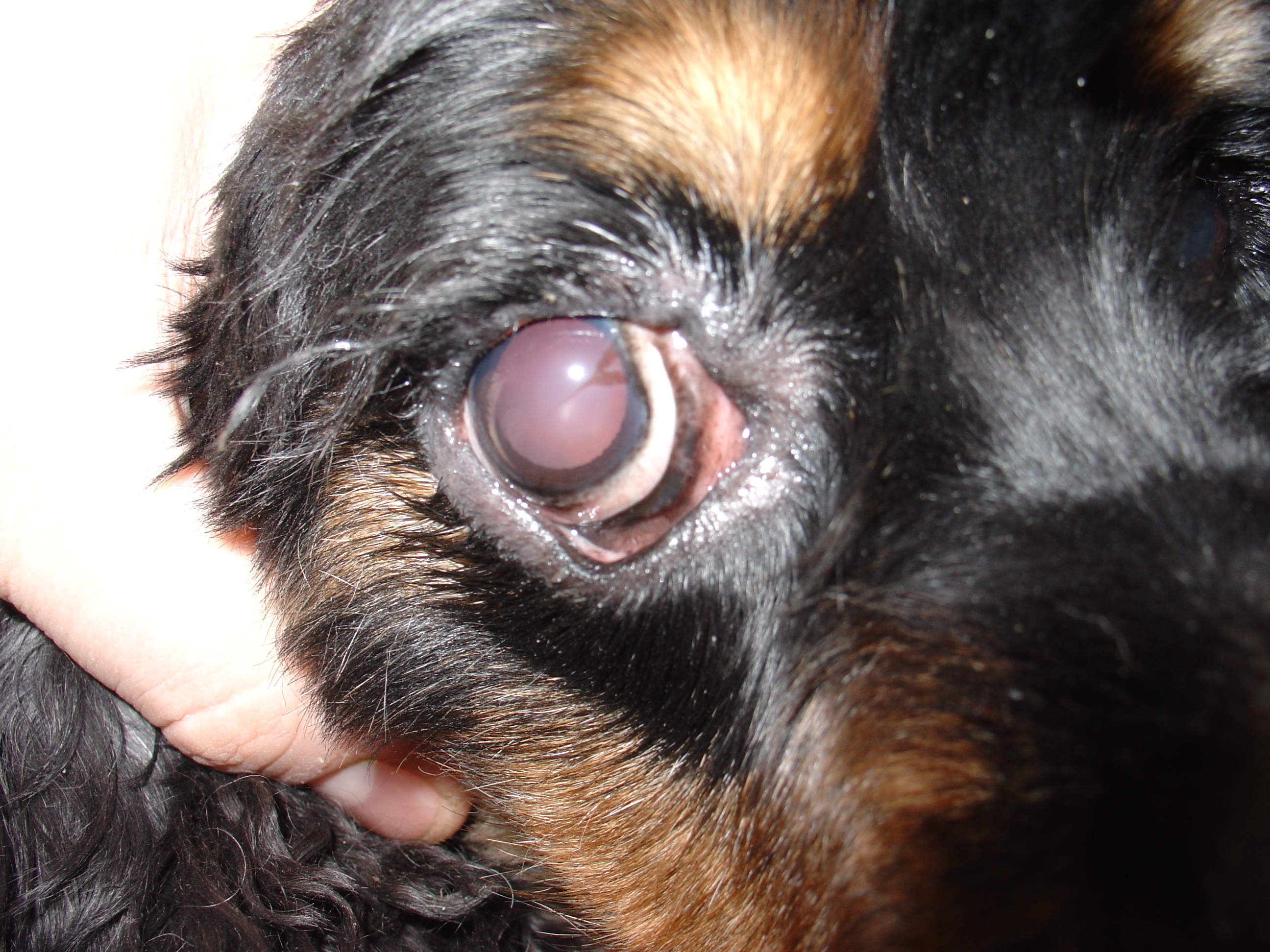
شتر خارجي

الشتر الخارجي عادةً يكون في في الجفن السفلي. الحالة تكون بدون اعراض، ولكن التدميع والتهاب ملتحمة العين قد يحدث. من السلاسات التي تظهر عليها هذه الحالة دلل الذليل وسانت برنارد ودموم، وكلب الصيد البارز. ويمكن أيضاً ان يحدث نتيجة كدمة أو تضرر العصب. العلاج يكون جراحياً في حالة التهاب ملتحمة العين المزمن أو إذا كان هناك ضرر بقرنية العين. جزء من المكان المتضرر يتم ازالتة وتتم خياط الجفن

## وصلات خارجية
- 584056883 في مفكرة المُمارِس العام